# اپ چائو
اپ چائو (به لاتین: Ap Chau) یک جزیره در چین است.